# Yanbian
Yanbian léase Yan-Bián (en chino simplificado, 盐边县; pinyin, Yánbiān xiàn, lit: borde salino) es un condado bajo la administración directa de la ciudad-prefectura de Panzhihua. Se ubica en la provincia de Sichuan, centro-sur de la República Popular China. Su área es de 3269 km² y su población total para 2010 fue más de 200 mil habitantes.

## Administración
El condado de Yanbian se divide en 17 pueblos que se administran en 4 poblados, 5 villas y 7 villas étnicas.